# Nagy Illuminát
Nagy Illuminát Antal (Nemesgomba, 1833. május 17. – Szent-Antal (Bacsfa), 1899. október 2.) ferences szerzetes, vikárius.

## Élete
Szülei Nagy István és Hegyi Julianna voltak.
1850. szeptember 30-án lépett be a ferences rendbe, 1854-ben tett fogadalmat, 1856-ban szentelték fel. 1857 januárjától 1865 júliusáig káplán volt Nagycétényben. 
A bacsfa-szentantali ferences rendi kolostor házfőnöke, majd rendtanácsos volt, illetve a rend reformálása idejében a pápa teljhatalmú megbízottnak nevezte ki. Hogy áthelyezését követően Skrobanek Florid visszanyerhesse provinciális megbízatását, Nagy kérte felmentését helyettes tisztsége alól, de a választásokig megbízott tisztségében hagyták. 1892-ben három napos népmissziót szervezett Bacsfán. Valószínűleg 1893-ban renováltatta a templomot és a kolostort.
Hosszas betegség után hunyt el, s 1899. október 4-én temették el a bacsfai temetőben. A gyászszertartást Kisfaludy Zsigmond (1837–1926) apátplébános végezte. A Szent István Társulat, a Királyi Magyar Természettudományi Társulat és a Magyar Országos Méhészeti Egyesület tagja volt. A nagyszarvai iskolaszék elnöke volt (1896).
1859-ben és 1862-ben a nagycétényi tanítókkal együtt előfizetője volt a Tanodai Lapok katolikus hetilapnak. Az 1870-es és az 1880-as években a Magyarország és a Nagyvilág, az 1880-as években az Ország-Világ, majd a Magyar Szemle olvasója volt. 1896-ban elismerő oklevelet kapott méhészeti termékeiért.

## Ismert művei
- 1866 A Nemes-Panni Zsigárd szőllőhegyen 1862-ben épűlt s sz. Orbán pápa és vértanu tiszteletére fölszentelt Kápolnának keletkezéséről. Szent-Antal
- 1892 Szent-Antal kegyelemhelynek, a vérkönnyeket sirt Mária-képnek és a kegyelemhelyen történt csodák néhányának hű leírása. Pozsony

Halála után jelentek meg beszédei és kéziratai a budapesti Jó Pásztorban.